# Cadegliano-Viconago
Cadegliano-Viconago (lombardul: Carian Viconagh) település Olaszországban, Varese megyében. Lakosainak száma 2155 fő (2023. január 1.). Cadegliano-Viconago Cremenaga, Cugliate-Fabiasco, Lavena Ponte Tresa, Marchirolo, Marzio, Montegrino Valtravaglia, Croglio és Monteggio községekkel határos.

## Népesség
A település népességének változása:
| Lakosok száma | 2160 | 2201 | 2155 |
|               | 2017 | 2018 | 2023 |